# Jean-Denis Bergasse
Jean-Denis Bergasse, né à Béziers le 18 juillet 1946 et mort le 2 juillet 2011 à Cessenon-sur-Orb, est un écrivain et historiographe français.

## Biographie
Jean-Denis Bergasse a commencé son activité professionnelle dans le notariat avant de se consacrer aux recherches historiques et généalogiques. Il a présidé la Société archéologique, scientifique et littéraire de Béziers et publié de nombreux travaux sur l'histoire régionale.

## Œuvres
- Le Masque de fer, Louis XIV (2008)    (ISBN 978-2-917-21208-0)
- L'Eldorado du vin, les châteaux de Béziers en Languedoc (1994)  (ISBN 2-85998-131-4)
- Histoire singulière du sanctuaire-nécropole Notre-Dame de Consolation à Béziers (1993)
- La création des dix musées de Béziers et la Société archéologique depuis 1834'' (1992)
- D'un rêve de réformation à une considération européenne (1990)
- MM. les députés Bergasse (1990)
- Chansons de P.I.B. de Milhé, gentilhomme languedocien, pendant la Révolution (1990)
- Grands moments et grands sites (1985)
- Des Siècles d'aventure humaine (1984)
- Trois siècles de batellerie et de voyages (1983)
- Pierre-Paul Riquet et le Canal du Midi dans les arts et la littérature (1982)
- Le Canal du Midi (1982)
- Hommage à Jacques Fabre de Morlhon (1978)